# Jugend-für-Christus-Chor
Der Jugend-für-Christus-Chor (Eigenschreibweise: Jugend für Christus Chor) war in der christlichen Musikszene ein einflussreicher Chor, der  wesentlich für die Jugendchorbewegung in den 1960er und 1970er Jahren in der evangelikalen Jugend war.

## Geschichte
Der Jugend-für-Christus-Chor wurde 1958 von Johannes Haas in Kooperation mit dem Missionswerk Jugend für Christus und dem Plattenlabel Frohe Botschaft im Lied, heute Gerth Medien, gegründet. Um die hundert junge Menschen, deren Alter anfangs auf 30 begrenzt war, trafen sich jährlich im Christlichen Erholungsheim Westerwald in Rehe zu einer Singfreizeit mit anschließender Schallplattenaufnahme für die Radiosendungen Die Stimme der Jugend und Frohe Botschaft im Lied. Diese wurden wöchentlich über Radio Luxemburg  ausgestrahlt und erfreuten sich vor allem in evangelikalen Kreisen großer Beliebtheit. Wegen des stets wachsenden Interesses an den Singfreizeiten mussten bald zwei Veranstaltungen im Jahr organisiert werden. Später folgten deutschlandweite Konzerte und internationale Konzertreisen unter anderem in die damalige Tschechoslowakei, nach Israel, Österreich, Jugoslawien, Frankreich und in die Schweiz.
Zehn Jahre nach der Gründung übernahm Klaus Heizmann 1968 die Leitung des Chores von Johannes Haas. Der erste hauptamtliche Musiker des Missionswerkes löste mit dem Chor durch seine moderne Arrangements mit Bläsern und Gitarren, später auch dem umstrittenen Schlagzeug, deutschlandweit die sogenannte Jugendchorbewegung in der christlichen Musikszene aus. 1969 macht der Chor eine Tournee durch die Vereinigten Staaten. 1970 war Manfred Siebald Mitglied des Chores, der schon in den 1960er Jahren für ihn komponiert hatte. Mitte der 1970er Jahre dann gab Klaus Heizmann den Jugend-für-Christus-Chor an Dietrich Georg weiter – einen langjährigen Pianisten, der den Chor bis zu seiner Auflösung leitete.
Bekannte Solisten des Chores waren Doris Loh, Manfred Siebald, Richard Gastmann und von 1970 bis 1975 Hella Heizmann.

## The Deutschland Singers
1969 wurde der Jugend-für-Christus-Chor unter Klaus Heizmann vom amerikanischen Youth For Christ zu einer Konzerttournee in die USA eingeladen mit der Bitte einen nationalen Beitrag zum 25-jährigen Jubiläum der Dachorganisation beizusteuern. Da der Chor nicht lediglich als „deutsche Version“ der Amerikaner wahrgenommen werden sollte und für die Reise gezwungenermaßen ein kleinerer Auswahlchor zusammengestellt werden musste, entstanden The Deutschland Singers, deren Repertoire neben geistlichen Liedern auch zu einem großen Teil deutsche Volkslieder umfasste. Die Deutschland Singers veröffentlichten eine Schallplatte und tourten unter diesem Namen auch in Deutschland bis im November die Reise in die USA ging. Hier gab der Chor in 39 Tagen 70 Konzerte, manchmal bis zu fünf an einem Tag. Der Chor löste sich bei seiner Rückkehr nach Deutschland wieder auf. Auf Initiative einiger Chormitgliedern wurden daraufhin jedoch die Christussänger ins Leben gerufen.

## Diskografie

### Alben
Die folgende Aufzählung listet die Alben des Jugend-für-Christus-Chores. Da unter der Leitung von Johannes Haas ausschließlich Singles und EPs erschienen sind, stehen die im Folgenden gelisteten Veröffentlichungen unter dem Dirigat von Klaus Heizmann oder aber Dietrich Georg.
| Jahr | Titel                              | Mitwirkende Künstler | Leitung        | Label          |
| ---- | ---------------------------------- | --- | -------------- | -------------- |
| 1975 | Amen                               | Hella Heizmann; Richard Gastmann; Gerhard Lehr; Jugend-für-Christus-Chor                                                     | Klaus Heizmann | JfC            |
| 1975 | Halleluja, rühmt das Kreuz         | Hella Heizmann; Richard Gastmann; Vernon Wicker; Jugend-für-Christus-Chor                                                    | Klaus Heizmann | JfC            |
| 1975 | Leben                              | Hella Heizmann; Renate Meyeres; Jugend-für-Christus-Chor; Westminster-Sinfonieorchester London                               | Klaus Heizmann | JfC            |
| 1975 | Wenn ich Jesus in Herrlichkeit seh | Hella Heizmann; Irmtraud Gastmann; Richard Gastmann; Ernst Scharnowski; Aldo Baldin; Wilfried Mann; Jugend-für-Christus-Chor | Klaus Heizmann | JfC            |
| 1976 | Hoffnung                           | Jugend-für-Christus-Chor | Dietrich Georg | Hänssler Music |
| 1978 | Freiheit                           | Jugend-für-Christus-Chor | Dietrich Georg | Hänssler Music |
| 1980 | Ursprünglich                       | Jugend-für-Christus-Chor | Dietrich Georg | Hänssler Music |
| 1981 | Ich will dich loben                | Auswahlchor aus Jugend-für-Christus-Chor                                                                                     | Dietrich Georg | JfC            |
| 1984 | Ich will dich anbeten              | Jugendgruppe Oer-Erkenschwick                                                                                                | Dietrich Georg | JfC            |

### Kollaborationsalben
| Jahr | Titel                                                                                    | Kollaborierende Künstler                                | Leitung        | Label          |
| ---- | ---------------------------------------------------------------------------------------- | ------------------------------------------------------- | -------------- | -------------- |
| 1975 | Chor- und Bläsermusik vom Jugend-für-Christus-Chor und dem Bläserchor Hüttental-Geisweid | Jugend für Christus Chor; Bläserchor Hüttental-Geisweid | Klaus Heizmann | JfC            |
| 1976 | Wunder sind mir kein Problem                                                             | Hella Heizmann; Jugend-für-Christus-Chor                | Klaus Heizmann | Hänssler Music |
| 1977 | Festliche Weihnachtsmusik                                                                | Jugend-für-Christus-Chor; Nürnberger Bäckerposaunen     | Klaus Heizmann | JfC            |

### Mitwirkung
| Jahr     | Titel           | Leitung        | Label                              | Anmerkungen                                                               |
| -------- | --------------- | -------------- | ---------------------------------- | ------------------------------------------------------------------------- |
| 1978     | Der junge Sound | Dietrich Georg | Hänssler Music                     |                                                                           |
| 1981 (?) | Kreise ziehen   | Ted Groat      | Musisches Bildungszentrum St. Goar | Benefizveröffentlichung zugunsten des Musischen Bildungszentrums St. Goar |

### Singles und EPs
| Jahr | Titel                                     | Mitwirkende Künstler                                                                  | Verlag              |
| ---- | ----------------------------------------- | ------------------------------------------------------------------------------------- | ------------------- |
| 1968 | Wie herrlich ist dein Werk                | Doris Loh, Vernon Wicker, Jugend-für-Christus-Chor                                    | Jugend für Christus |
| 1969 | Er ist alles für mich                     | Richard Gastmann; Jugend-für-Christus-Chor                                            | Jugend für Christus |
| 1970 | Seine Güte und Gnade                      | Hella Heizmann, Richard Gastmann, Traudl & Richard Gastmann, Jugend-für-Christus-Chor | Jugend für Christus |
| 1971 | Jesus lebt!                               | Jugend-für-Christus-Chor                                                              | Jugend für Christus |
| 1975 | Der neue Psalm 23                         | Hella Heizmann; Jugend-für-Christus-Chor                                              | Jugend für Christus |
| 1975 | Psalm 98: Singet dem Herrn ein neues Lied | Hella Heizmann; Jugend-für-Christus-Chor                                              | Jugend für Christus |

### Kompilation der Singles
Im Folgenden sind ausschließlich frühe Singles berücksichtigt, die unter der Leitung von Johannes Haas entstanden sind und später in Kompilationen zusammengestellt wurden bzw. in solchen mit enthalten sind.
| Jahr | Titel                                   | Verlag       |
| ---- | --------------------------------------- | ------------ |
| 1994 | Ja, damals                              | Gerth Medien |
| 1994 | Ja, damals 02                           | Gerth Medien |
| 1995 | Ja, damals 03: Renate Lüsse             | Gerth Medien |
| 1995 | Ja, damals 04: Weihnachten              | Gerth Medien |
| 1996 | Ja, damals 05                           | Gerth Medien |
| 1997 | Ja, damals 08: Renate Lüsse 02          | Gerth Medien |
| 1997 | Ja, damals 09                           | Gerth Medien |
| 1998 | Ja, damals 11: Jugend für Christus Chor | Gerth Medien |
| 1999 | Ja, damals 12                           | Gerth Medien |
| 2005 | Unvergessen – Lieder, die bleiben       | Gerth Medien |
| 2006 | Unvergessen 02 – Lieder, die bleiben    | Gerth Medien |
| 2007 | Unvergessen 05 – Lieder zu Weihnachten  | Gerth Medien |
| 2010 | Unvergessen 07 – Lieder, die bleiben    | Gerth Medien |
| 2011 | Unvergessen 09 – Lieder, die bleiben    | Gerth Medien |
| 2013 | Unvergessen 11 – Lieder, die bleiben    | Gerth Medien |